# 11-я пехотная дивизия (вермахт)
11-я пехотная дивизия (11. Infanterie-Division) являлась боевым соединением вермахта. Она была сформирована в 1934 году как стандартная пехотная дивизия и принадлежала к первой волне мобилизации. Она приняла участие в польской кампании 1939 г., французской кампании 1940 г. и войне на Восточном фронте. Большую часть войны провела осаждая Ленинград (1941—1944). С октября 1944 года сражалась в Курляндском котле, заслужив славу «пожарной бригады». Количество награждений Рыцарским крестом в дивизии к концу войны составило 43, пятеро военнослужащих были удостоены дубовых листьев к Рыцарскому кресту.

## Формирование
Дивизия была сформирована в 1934 году в Алленштейне на основе 2-го пехотного полка 1-й пехотной дивизии рейхсвера. Первоначально в целях дезинформации штаб дивизии носил название «военное управление Алленштейна», затем «командир пехоты 1-й дивизии» (Infanterieführer I). Когда в октябре 1935 года официально было объявлено о создании вермахта, дивизия получила порядковый номер 11 и была подчинена командованию 1-го корпусного округа. В состав дивизии вошли 2-й, 23-й и 44-й пехотные полки.

## Боевой путь
Во время подготовки к боевым действиям против Чехословакии во время Судетского кризиса 1938 г. 11-я дивизия в составе 1-го армейского корпуса осталась в Восточной Пруссии в распоряжении командования 3-й армии, имевшей целью охрану восточной границы Германии.
В 1939 году дивизия в составе своего 1-го армейского корпуса участвовала во вторжении в Польшу, в частности, в боях за млавскую позицию и в осаде Варшавы. В декабре 1939 года дивизия была переброшена на Западный фронт.
В ходе французской кампании 1940 года дивизия первоначально находилась в резерве, а в конце мая приняла участие в ликвидации французской группировки в районе Лилля. На заключительном этапе кампании дивизия действовала в составе «родного» 1-го армейского корпуса. Затем дивизия несла оккупационную службу во Франции, а в марте 1941 года была переброшена в Восточную Пруссию.
Во время вторжения в Советский Союз дивизия действовала в составе 1-го армейского корпуса 18-й армии группы армий «Север», начав своё наступление из района Шилуте. В августе дивизия содействовала захвату Новгорода.
В первом эшелоне I армейского корпуса наступали 11-я и 21-я пехотные дивизии, которые уже 10 августа прорвали первые две позиции советских войск. На следующий день был захвачен Шимск. 12 августа к расширяющемуся наступлению присоединились 126-я и 96-я пехотные дивизии. Завершился прорыв обороны 48-й армии на новгородском направлении 13 августа. Решающую роль в этот день сыграл тот факт, что в руки немцев попал подробный план обороны 128-й стрелковой дивизии. На нём были обозначены минные поля, основные узлы сопротивления и распределение сил между различными участками обороны. В соответствии с этим командиры 11-й и 21-й дивизий ввели своих сапёров для ликвидации обширных минных полей, за сапёрами следовали авангарды наступающих полков. Для уничтожения дотов использовались 88-мм зенитки. 14 августа 21-я пехотная дивизия вышла к шоссейной дороге Новгород — Луга, а 11-я пехотная дивизия — к железной дороге на том же направлении. Сапёрный батальон 11-й дивизии взорвал мост на этой дороге. Советские войска на Лужском рубеже постепенно утрачивали ниточки коммуникаций, которые связывали их с тылом. Утром 15 августа немцами была предпринята попытка с ходу овладеть Новгородом, но она потерпела неудачу. На Новгород обрушились пикировщики VIII авиакорпуса. … В вечерние часы 21-я пехотная дивизия просочилась в город, и утром 16 августа над новгородским кремлем развевался немецкий флаг. Однако сражение за город на этом не закончилось. Полк 21-й пехотной дивизии и 424-й полк 126-й пехотной дивизии остались совместно с VIII авиакорпусом штурмовать город, а остальные полки 21-й дивизии и 11-я пехотная дивизия начали наступление на Чудово.
Затем дивизия вместе с корпусом была переброшена в район Чудово, откуда начала продвижение к Киришам с целью заблокировать железную дорогу через Мгу к Ленинграду. В октябре дивизия вела наступление от Киришей по левому берегу Волхова в сторону Ладожского озера с целью осуществить двойной охват Ленинграда, однако, несмотря на понесённые потери, своей цели не достигла и вынуждена была в декабре отступить. В декабре дивизия вместе с 1-м корпусом была передана из 16-й армии в 18-ю и в дальнейшем оборонялась на железной дороге Кириши—Мга, отражая наступления советской 54-й армии с целью окружить немецкие войска к западу от Волхова.
В течение нескольких дней войска армии безуспешно пытались прорвать оборону 269-й и 11-й пехотных дивизий I армейского корпуса. «Фортом Дуомон» на пути 54-й армии стала станция Погостье. Здесь оборона немецких войск опиралась на железнодорожную насыпь, превращённую в своего рода крепостную стену. Непосредственно в насыпи были выкопаны блиндажи, ячейки для стрелков и пулемётные гнезда. Каждые 30 метров в насыпи были оборудованы огневые точки с круговым обстрелом, совмещённые с жилым блиндажом. Каждые 200 м располагались дзоты на 1—2 станковых пулемёта. Сама по себе довольно прочная насыпь, промерзшая к тому же на большую глубину, обеспечивала защиту от среднекалиберной артиллерии, хотя и придавала обороне некоторую линейность, без традиционного для немцев широкого использования фланкирующего огня. 54-й армии удалось продвинуться всего на 4—5 км за два дня боёв. За это время оборона двух пехотных дивизий была усилена частями 12-й танковой дивизии, что позволило немцам перейти в контратаку и отбросить войска И. И. Федюнинского в исходное положение.
Летом 1942 года в составе 28-го армейского корпуса подразделения дивизии оборонялась на киришском плацдарме, периодически сменяясь 21-й дивизией. В январе 1943 года дивизия была переброшена под Синявино в распоряжение 26-го армейского корпуса для отражения наступления советских войск в ходе операции «Искра». В феврале и марте дивизия, располагавшаяся на Синявинских высотах, в упорных боях сломила наступательный порыв советских войск, нанеся им огромные потери. В конце июля—начале августа 11-я дивизия успешно отражала новое наступление советских войск на Синявинских высотах, удостоившись упоминания в сводке вермахта, а затем была сменена 21-й дивизией.
Зиму дивизия провела в составе 54-го армейского корпуса на позициях в районе Колпино. В январе 1944 года дивизия была переброшена под Пушкин и Красное Село для отражения советского наступления, начавшегося в рамках Ленинградско-Новгородской операции. Ведя тяжёлые бои, она отступила через Гатчину на Сиверскую, составляя арьергард 50-го армейского корпуса. Вместе с остатками 18-й армии дивизия отступила в район Пскова, откуда в марте 1944 года была переброшена в распоряжение армейской группы «Нарва». Действуя в составе различных корпусов, дивизия оборонялась в районе Нарвы, а затем вместе со всей группой армий «Север» отступила в Курляндию. В составе различных корпусов 18-й армии дивизия участвовала в успешном отражении советских наступлений, предпринимавшихся для ликвидации Курляндского котла, причём заслужила славу «пожарной бригады». 30 апреля 1945 года вывезена из Курляндии в Германию, где и капитулировала.

## Организация
|  | 1939 г. - 2-й пехотный полк - 23-й пехотный полк - 44-й пехотный полк (с 15 октября 1942 г. — 44-й пехотный полк) - 11-й артиллерийский полк - 1-й батальон 47-го тяжёлого артиллерийского полка - 11-й противотанковый артиллерийский дивизион - 11-й разведывательный батальон - 11-й батальон АИР (до декабря 1939) - 11-й сапёрный батальон - 11-й батальон связи - 11-й запасной батальон |  | 1942 г. - 2-й пехотный полк - 23-й пехотный полк - 44-й пехотный полк - 11-й артиллерийский полк - 11-й батальон самокатчиков - 11-й противотанковый артиллерийский дивизион - 11-й сапёрный батальон - 11-й батальон связи - 11-й запасной батальон |  | 1944-45 гг. - 2-й пехотный полк (Grenadier-Regiment 2) - 23-й пехотный полк (Grenadier-Regiment 23) - 44-й пехотный полк (Grenadier-Regiment 44) - 11-й артиллерийский полк (Artillerie-Regiment 11) - 11-й стрелковый батальон - 11-й противотанковый артиллерийский дивизион - 11-й сапёрный батальон - 11-й батальон связи - 11-й запасной батальон |

## Командующие
- генерал-лейтенант Гюнтер фон Нибельшюц (15 октября 1935 — 1 апреля 1937)
- генерал пехоты Макс Бок (1 апреля 1937 — 23 октября 1939)
- генерал пехоты  Герберт фон Бёкманн (23 октября 1939 — 26 января 1942)
- генерал артиллерии Зигфрид Томашки (26 января 1942 — 7 сентября 1943)
- генерал-лейтенант Карл Бурдах (7 сентября 1943 — 1 апреля 1944)
- генерал-лейтенант Гельмут Рейманн (1 апреля 1944 — 18 ноября 1944)
- генерал-майор Герхард Фейерабенд (18 ноября 1944 — 8 мая 1945)

## Награждённые Рыцарским крестом Железного креста

### Рыцарский Крест Железного креста (38)
- Хайнц-Мартин Эверт, 23.11.1941 – капитан, командир 2-го батальона 2-го пехотного полка
- Герберт фон Бёкманн, 04.12.1941 – генерал-лейтенант, командир 11-й пехотной дивизии
- Густав Вагнер, 14.12.1941 – полковник, командир 44-го пехотного полка
- Хайнц-Иоахим Хоффманн, 15.04.1942 – майор, командир 3-го батальона 44-го пехотного полка
- Эрнст Михаэль, 18.05.1942 – полковник, командир 2-го пехотного полка
- Эрих Клаве, 12.07.1942 – капитан, командир 1-го батальона 23-го пехотного полка
- Бото Колльберг, 06.09.1942 – оберстлейтенант, командир 23-го пехотного полка
- Зигфрид Томашки, 01.11.1942 – генерал-майор, командир 11-й пехотной дивизии
- Ганс Валь, 26.03.1943 – лейтенант резерва, командир 3-й роты 23-го пехотного полка
- Йозеф Блок, 06.06.1943 – унтер-офицер, командир отделения 5-й роты 2-го пехотного полка
- Эгон Хольцапфель, 14.08.1943 – обер-лейтенант резерва, полковой адъютант 2-го пехотного полка
- Ганс Нидзвецки, 22.08.1943 – фельдфебель, командир взвода 2-й роты 23-го пехотного полка
- Гюнтер Рамзер, 08.02.1944 – оберстлейтенант, командир 2-го пехотного полка
- Карл Бурдах, 23.02.1944 – генерал-лейтенант, командир 11-й пехотной дивизии
- Роберт Бергер, 07.03.1944 – майор, командир 1-го батальона 2-го пехотного полка
- Хайнц-Оскар Лэбе, 07.03.1944 – оберстлейтенант, командир 1-го батальона 44-го пехотного полка
- Йозеф Папеш, 07.03.1944 – фельдфебель, командир самокатного взвода 2-го пехотного полка
- Франц Дуттер, 20.03.1944 – майор, командир 2-го батальона 2-го пехотного полка
- Вильгельм Керн, 05.04.1944 – обер-лейтенант, командир 10-й роты 44-го пехотного полка
- Герберт Райманн, 06.04.1944 – фельдфебель, командир взвода 4-й (пулемётной) роты 44-го пехотного полка
- Эрнст Борн, 21.04.1944 – фельдфебель, командир взвода 7-й роты 2-го пехотного полка
- Эгон фон дер Марвитц, 12.08.1944 – обер-лейтенант, командир 3-й роты 44-го пехотного полка
- Альфред Зекунд, 10.09.1944 – вахмистр, передовой наблюдатель 6-й батареи 11-го артиллерийского полка
- Отто Милек, 10.09.1944 – обер-лейтенант, командир 11-го стрелкового батальона
- Манфред Шульц, 10.09.1944 – капитан, командир 1-го батальона 23-го пехотного полка
- Конрад Фельс, 23.10.1944 – обер-ефрейтор, командир отделения 7-й роты 23-го пехотного полка
- Герхард Шуррайт, 26.11.1944 – обер-фельдфебель, командир взвода 4-й (пулемётной) роты 44-го пехотного полка
- Артур Бар, 03.12.1944 – обер-лейтенант, командир 7-й роты 44-го пехотного полка
- Альфред Ланц, 09.01.1945 – унтер-офицер, командир отделения 8-й (пулемётной) роты 44-го пехотного полка
- Вернер Хейдук, 03.03.1945 – обер-лейтенант, командир 1-й роты 44-го пехотного полка
- Вернер Букса, 23.03.1945 – капитан, командир 1-го батальона 44-го пехотного полка
- Герхард Фейерабенд, 05.04.1945 – генерал-лейтенант, командир 11-й пехотной дивизии
- Иоганн Блох, 14.04.1945 – обер-фельдфебель, командир отделения управления 1-й роты 44-го пехотного полка
- Хельмут Гутхайт, 17.04.1945 – лейтенант резерва, командир 1011-й роты истребителей танков[15]
- Герман Нич, 17.04.1945 – обер-ефрейтор, передовой наблюдатель и радист 6-й батареи 11-го артиллерийского полка
- Хорст Шауманн, 17.04.1945 – лейтенант резерва, командир 3-й роты 2-го пехотного полка
- Хайнц Риттер, 20.04.1945 – капитан, командир 2-го батальона 44-го пехотного полка
- Арно Винрих, 06.05.1945 – штабс-ефрейтор, передовой наблюдатель и радист 2-й батареи 11-го артиллерийского полка

### Рыцарский Крест Железного креста с Дубовыми листьями (5)
- Эрих Клаве (№ 227), 14.04.1943 – майор, командир 1-го батальона 23-го пехотного полка
- Зигфрид Томашки (№ 299), 11.09.1943 – генерал-лейтенант, командир 11-й пехотной дивизии
- Бото Колльберг (№ 384), 08.02.1944 – полковник, командир 23-го пехотного полка
- Хелльмут Рейманн (№ 672), 28.11.1944 – генерал-лейтенант, командир 11-й пехотной дивизии
- Хайнц-Оскар Лэбе (№ 854), 29.04.1945 – полковник, командир 44-го пехотного полка